# Kacey Rohl
Kacey Rohl, née le 6 août 1991 à Vancouver, en Colombie-Britannique, est une actrice canadienne.

## Filmographie

### Cinéma
- 2011 : Le Chaperon rouge : Prudence
- 2011 : Sunflower Hour : le rejeton de Satan
- 2011 : Sisters and Brothers : Sarah
- 2012 : Flicka : Country Pride : Kelly
- 2022 : Chien Blanc : Jean Seberg

### Télévision

#### Séries télévisées
- 2010 : V : une femme
- 2010 : Caprica : Ada
- 2010 : Fringe : Madeline
- 2010 : Tower Prep : Ross
- 2011 : FMA Weekly : l'invitée
- 2011 : Cluedo, nouvelle génération : Sarah Ellis
- 2011-2012 : The Killing : Sterling Fitch
- 2011-2013 : R.L. Stine's The Haunting Hour : Nadia jeune, Allie et Adriana
- 2012 : This American Housewife : Harper
- 2012 : Supernatural : Marin
- 2013 : Cracked : Emily Froese
- 2013 : Played, les infiltrés : Beetle
- 2013-2015 : Hannibal : Abigail Hobbs
- 2014 : Working the Engels : Jenna Engel
- 2015 : Motive : Stacey Lawford
- 2016 : The X-Files : Agnès, une jeune femme enceinte
- 2016 : iZombie : Cher
- 2016 : The Magicians : Marina
- 2016 : Once Upon a Time : Megara
- 2016 : Wayward Pines : Kerry Campbell
- 2016-2020 : The Magicians (19 épisodes) : Marina Andrieski
- 2017 : Arrow (saisons 5 et 6) : Alena
- 2017 : Good Doctor (saison 1, épisode 8) : Avery
- 2020 : Fortunate Son (8 épisodes) : Ellen Howard

#### Téléfilms
- 2010 : La Double Vie de Samantha (The Client List) d'Eric Laneuville : Emma Hollings
- 2010 : Le Pacte des non-dits (Bond of Silence) de Peter Werner : Tabitha
- 2011 : Ghost Storm de Paul Ziller : Melissa
- 2011 : Le Geek Charmant (Geek Charming) de Jeffrey Hornaday : Caitlin
- 2012 : 12 ans sans ma fille (Taken Back: Finding Haley) de Mark Jean : Emma
- 2013 : Doubt de Thomas Schlamme : Monica
- 2014 : Clue: A Movie Mystery Adventure : Sarah
- 2016 : Douce Audrina : l'enfant sans passé (My Sweet Audrina) de Mike Rohl : Vera à 15 ans
- 2017 : Yellow de Sarah Deakins : Selfie Girl
- 2018 : Killer High de Jem Garrard : Sabrina Swanson
- 2025 : Star Trek: Section 31 d'Olatunde Osunsanmi : Rachel Garrett

### Courts métrages
- 2016 : A Family of Ghost : Abigail
- 2016 : Beat Around the Bush : Molly